# Честер (Монтана)
Честер (англ. Chester) — місто (англ. town) в США, в окрузі Ліберті штату Монтана. Населення — 847 осіб (2010).

## Географія
Честер розташований за координатами 48°30′41″ пн. ш. 110°57′59″ зх. д. / 48.51139° пн. ш. 110.96639° зх. д. (48.511276, -110.966512).  За даними Бюро перепису населення США в 2010 році місто мало площу 1,23 км², уся площа — суходіл.

### Клімат
| Клімат : Честер                    | Клімат : Честер | Клімат : Честер | Клімат : Честер | Клімат : Честер | Клімат : Честер | Клімат : Честер | Клімат : Честер | Клімат : Честер | Клімат : Честер | Клімат : Честер | Клімат : Честер | Клімат : Честер | Клімат : Честер |
| Показник                           | Січ.            | Лют.            | Бер.            | Квіт.           | Трав.           | Черв.           | Лип.            | Серп.           | Вер.            | Жовт.           | Лист.           | Груд.           | Рік             |
| Абсолютний максимум, °C            | 18,9            | 23,3            | 26,1            | 31,1            | 34,4            | 37,8            | 40,0            | 40,6            | 36,1            | 31,7            | 23,9            | 17,8            | 40,6            |
| Середній максимум, °C              | −2,2            | 1,7             | 7,3             | 14,4            | 19,8            | 24,1            | 28,1            | 27,9            | 21,8            | 15,2            | 4,7             | −0,9            | 13,6            |
| Середня температура, °C            | −8,9            | −5,5            | 0,0             | 6,3             | 11,9            | 16,1            | 19,2            | 18,8            | 12,8            | 6,6             | −2,2            | −7,6            | 5,7             |
| Середній мінімум, °C               | −15,6           | −12,7           | −7,3            | −1,8            | 3,9             | 8,1             | 10,3            | 9,6             | 3,9             | −2,1            | −9,1            | −14,3           | −2,2            |
| Абсолютний мінімум, °C             | −49,4           | −42,2           | −38,9           | −28,3           | −10             | −4,4            | −0,6            | −2,2            | −10,6           | −27,2           | −35             | −46,7           | −49,4           |
| Норма опадів, мм                   | 10              | 7               | 13              | 18              | 45              | 56              | 37              | 31              | 21              | 12              | 9               | 10              | 269             |
| ---------------------------------- | --------------- | --------------- | --------------- | --------------- | --------------- | --------------- | --------------- | --------------- | --------------- | --------------- | --------------- | --------------- | --------------- |
| Джерело: NOAA (normals, 1971–2000) |                 |                 |                 |                 |                 |                 |                 |                 |                 |                 |                 |                 |                 |

## Демографія
Згідно з переписом 2010 року, у місті мешкало 847 осіб у 395 домогосподарствах у складі 223 родин. Густота населення становила 686 осіб/км².  Було 462 помешкання (374/км²).
Расовий склад населення:
| - 97,3 % — білих - 0,2 % — корінних американців - 0,2 % — чорних або афроамериканців - 0,2 % — азіатів |

До двох чи більше рас належало 2,0 %. Частка іспаномовних становила 0,0 % від усіх жителів.
За віковим діапазоном населення розподілялося таким чином: 21,3 % — особи молодші 18 років, 50,8 % — особи у віці 18—64 років, 27,9 % — особи у віці 65 років та старші. Медіана віку мешканця становила 51,0 року. На 100 осіб жіночої статі у місті припадало 83,3 чоловіків;  на 100 жінок у віці від 18 років та старших — 78,3 чоловіків також старших 18 років.
Середній дохід на одне домашнє господарство  становив 53 552 долари США (медіана — 40 000), а середній дохід на одну сім'ю — 73 653 долари (медіана — 65 556). Медіана доходів становила 35 096 доларів для чоловіків та 28 750 доларів для жінок. За межею бідності перебувало 2,5 % осіб, у тому числі 0,0 % дітей у віці до 18 років та 6,6 % осіб у віці 65 років та старших.
Цивільне працевлаштоване населення становило 383 особи. Основні галузі зайнятості: освіта, охорона здоров'я та соціальна допомога — 29,0 %, роздрібна торгівля — 15,7 %, публічна адміністрація — 12,3 %, сільське господарство, лісництво, риболовля — 12,3 %.